# Masaichi Kaneda
Masaichi Kaneda (金田正一?  Nagoya, Japón, 1 de agosto de 1933-6 de octubre de 2019) fue un beisbolista japonés. Es uno de los más conocidos lanzadores en la historia del béisbol japonés, y es el único lanzador de esa nacionalidad en ganar 400 juegos. Fue incluido en el Salón de la Fama del Béisbol Japonés en 1988. 
Fue apodado El Emperador por haber sido el lanzador más dominante en Japón durante su mejor época. Bateaba y lanzaba con la izquierda.

## Biografía
Dejó la escuela secundaria en 1950, y se unió al equipo Kokutetsu Swallows (actual Tokyo Yakult Swallows) a mediados de ese año. Rápidamente se le reconoció como el mejor lanzador en Japón por su bola rápida y su característica curva de descenso. Lanzó un no-hitter contra los Hanshin Tigers en septiembre de 1951, y un juego perfecto el 21 de agosto de 1957. Este fue el cuarto juego perfecto en la historia del béisbol profesional japonés. 
Se convirtió en un agente libre. Se unió a los Yomiuri Giants en 1965, contribuyendo a que su equipo lograse un total de 9 títulos consecutivos de liga, y se retiró en 1969, después de lograr su victoria número 400. El número 34 de su camiseta fue retirado por los Giants en 1970. 
Mantenía numerosos récords en la liga japonesa. Entre los registros más notables se incluyen: juegos completos (365), ganados (400), ponchados (4490), entradas lanzadas (5.526 y 2/3), y bases por bola (1808). También tiene el récord de más cuadrangulares para cualquier lanzador japonés (36), y es uno de los pocos lanzadores que jugó en más de 1000 juegos. Dirigió la liga en ponchados 10 veces, victorias tres veces, ERA (tres veces), y ganó el Premio Sawamura en tres ocasiones. 
Sus tres hermanos menores jugaron en la Liga de Béisbol Profesional de Japón. Su hijo trabaja como actor, y su sobrino, Akihito Kaneishi, también ha tenido un éxito considerable como un jugador de béisbol profesional. Se casó dos veces y tuvo tres hijos.  

### Después del retiro
Trabajó como comentarista antes de ser llamados a dirigir el equipo Chiba Lotte Marines desde 1973 hasta 1978, y nuevamente en el período 1990-1991. Su equipo ganó el campeonato japonés en 1974, con su hermano menor, Tomehiro, lanzando para los Marines y ganando el premio MVP. Los Marines usaron uniformes diseñados por Kaneda durante 19 temporadas. En 1978 creó el club Meikyukai.

### Fallecimiento
Kaneda falleció el 6 de octubre de 2019, porque él tenía una sepsis.

## Curiosidades
- Su primer equipo, el Kokutetsu Swallows, fueron probablemente uno de los peores equipos en la historia del béisbol japonés. A pesar de registrar una efectividad de 2,00 en sus temporadas con el equipo, Kaneda perdió 10 juegos o más en sus primeras 15 temporadas como profesional, incluyendo seis temporadas donde perdió 20 o más juegos. Logró ganar 400 juegos a pesar de estar en un equipo mediocre durante la mayor parte de su carrera. Cerca del 90% de sus 400 victorias las logró con el Kokutetsu Swallows.
- En juego inaugural de la temporada 1958, Kaneda ponchó al novato Shigeo Nagashima en sus cuatro primeros turnos al bate. Hizo lo mismo en contra de Sadaharu Oh en el primer juego de Oh como profesional.
- Sus padres eran coreanos. (Kaneda había sido naturalizado japonés en 1954.) Casualmente, su nombre coreano es el mismo que el del dictador de Corea del Norte, Kim Jong-il (la pronunciación es la misma, pero se deletrea diferente).
- La pistola de medir velocidad no se usó en Japón hasta después de retiro de Kaneda, pero él mismo afirma que la velocidad que su bola rápida alcanzaba 100 mph durante su mejor época.
- Las únicos lanzamientos que usaba eran la bola rápida y la curva. También desarrolló un cambio por debajo del brazo durante sus últimos años. El trabajo excesivo de sus rectas y de su curva le causaron enorme dolor en su brazo de lanzar durante los últimos años de carrera.
- Kaneda tuvo un pésimo control durante los primeros años de su carrera, caminando a más de 190 bateadores en 1951 y 1952. Su control se hizo mejor mistras su carrera avanzaba, sin embargo todavía mantiene el récord de más bases por bola en la historia del béisbol japonés.
- El protagonista de la serie de robots gigantes, Gigantor , lleva el nombre de Kaneda.
- En el año de novato de Kaneda, un jugador de los Hanshin Tigers se quejó de que los lanzamientos de Kaneda eran demasiado rápidos debido a que el montículo estaba demasiado cerca de la caja del bateador. El juego fue detenido y el árbitro midió la distancia con una cinta métrica; el montículo se encontraba a la distancia correcta de la caja del bateador.

## Las estadísticas de su carrera
Jugó con los Kokutetsu Swallows de 1950 a 1964, y con los Yomiuri Giants de 1965 a 1969. 
- 944 Juegos
- 400 Ganados
- 298 Perdidos
- 5.526 y 2/3 de tono Innings
- 4.490 ponchados
- 2,34 ERA

## Estadísticas como mánager
Dirigiendo a los Chiba Lotte Marines de 1973 a 1978, y en 1990-1991. 
- 1.011 juegos
- 471 Victorias
- 468 Pérdidas
- 72 empatados
- Ganador de la Serie de Campeonato del Béisbol Japonés (1974)